# Šlaǧ Tanƶ
Albums de Magma
Rïah Sahïltaahk
(2014) Zëss
(2019)
Šlaǧ Tanƶ est le treizième album studio du groupe Magma, paru en janvier 2015 sur le label Seventh Records.

## Titres
| No | Titre                           | Durée |
| -- | ------------------------------- | ----- |
| 1. | Imëhntösz - Alerte !            | 2:19  |
| 2. | Slag                            | 3:03  |
| 3. | Dümb                            | 2:57  |
| 4. | Vers la nuit                    | 3:30  |
| 5. | Dümblaë - Le silence des mondes | 2:58  |
| 6. | Zü Zaïn !                       | 2:16  |
| 7. | Šlaǧ Tanƶ                       | 2:29  |
| 8. | Wohldünt                        | 1:23  |

## Personnel
- Christian Vander : batterie, chant, piano
- Stella Vander : chant
- Isabelle Feuillebois : chœurs
- Hervé Aknin : chœurs
- Benoît Alziary : vibraphone
- James Mac Gaw : guitare, piano électrique Fender Rhodes
- Jeremy Ternoy : piano
- Philippe Bussonnet : basse